# ویاچسلاو سولوویوف (بازیکن فوتبال)
ویاچسلاو سولوویوف (روسی: Вячеслав Дмитриевич Соловьёв؛ ۱۸ ژانویهٔ ۱۹۲۵ – ۷ سپتامبر ۱۹۹۶) بازیکن فوتبال اهل اتحاد جماهیر شوروی سوسیالیستی بود.
وی همچنین برندهٔ جوایزی همچون نشان برجسته افتخار شده‌است.
از باشگاه‌هایی که در آن بازی کرده‌است می‌توان به باشگاه فوتبال زسکا مسکو و باشگاه فوتبال تورپدو مسکو اشاره کرد.